# Danh sách cầu thủ tham dự Giải vô địch bóng đá nữ U-20 thế giới 2016
Dưới đây là danh sách cầu thủ tham dự Giải vô địch bóng đá nữ U-20 thế giới 2016 được tổ chức tại Papa New Guinea. Mỗi đội được phép đăng ký 21 người, và phải chốt danh sách lên FIFA.

## Bảng A

### Papua New Guinea
Huấn luyện viên:  Lisa Cole
| Số | VT | Cầu thủ                   | Ngày sinh (tuổi)  | Trận | Bàn | Câu lạc bộ      |
| -- | -- | ------------------------- | ----------------- | ---- | --- | --------------- |
| 1  | TM | Lavina Hola               | 27 tháng 5, 1996  |      |     | FC Port Moresby |
| 2  | TĐ | Jacobeth June Bani Kikoli | 21 tháng 6, 1996  |      |     | Madang Fox FC   |
| 3  | HV | Margret Meferoi Joseph    | 4 tháng 1, 1999   |      |     | FC Port Moresby |
| 4  | HV | Olivia Upaupa             | 12 tháng 3, 1997  |      |     | Madang Fox FC   |
| 5  | HV | Hilda Nake                | 10 tháng 4, 1997  |      |     | Kimbe FC        |
| 6  | TV | Yvonne Molong Gabong      | 29 tháng 8, 1996  |      |     | FC Port Moresby |
| 7  | HV | Martha Gai Karl           | 18 tháng 5, 1997  |      |     | Lae FC          |
| 8  | TV | Loretta Iriene Yagum      | 21 tháng 3, 1999  |      |     | Lae FC          |
| 9  | TV | Selina Dazy Unamba        | 24 tháng 11, 1999 |      |     | Lae FC          |
| 10 | TĐ | Nicollete Kolotein Ageva  | 26 tháng 2, 1998  | 3    | 1   | Buka FC         |
| 11 | HV | Christol Tollyn Mato      | 22 tháng 1, 1998  |      |     | Kokopo FC       |
| 12 | TV | Bellinda Mok Giada        | 1 tháng 12, 1999  |      |     | Ramu FC         |
| 13 | TV | Ramona Quintina Padio     | 13 tháng 3, 1998  |      |     | Kimbe FC        |
| 14 | TV | Ellien Manup              | 17 tháng 7, 1997  |      |     | Madang Fox FC   |
| 15 | HV | Gloria Laeli              | 25 tháng 3, 1997  |      |     | FC Port Moresby |
| 16 | HV | Georgina Rova Bakani      | 6 tháng 12, 1996  |      |     | Kimbe FC        |
| 17 | TĐ | Essmeralda Sengi Waipo    | 22 tháng 1, 1998  |      |     | Wewak FC        |
| 18 | TĐ | Jacklyne Maiyosi          | 18 tháng 7, 1998  |      |     | Alotau FC       |
| 19 | TV | Joy Agnes Tsuga           | 6 tháng 2, 1998   |      |     | PMSA            |
| 20 | TM | Lace Shamella Kunei       | 12 tháng 10, 1997 |      |     | Madang Fox FC   |
| 21 | TM | Faith Ethel Kasiray       | 20 tháng 12, 1999 |      |     | Ramu FC         |

### Brasil
Huấn luyện viên: Doriva Bueno
| Số | VT | Cầu thủ                           | Ngày sinh (tuổi)  | Trận | Bàn | Câu lạc bộ              |
| -- | -- | --------------------------------- | ----------------- | ---- | --- | ----------------------- |
| 1  | TM | Carla da Silva                    | 4 tháng 6, 1997   |      |     | AD Centro Olímpico      |
| 2  | HV | Julia Bianchi                     | 7 tháng 10, 1997  |      |     | Ferroviária             |
| 3  | HV | Giovanna Campiolo Rocha           | 14 tháng 6, 1996  |      |     | Foz Cataratas FC        |
| 4  | HV | Daiane Limeira Santos Silva       | 7 tháng 9, 1997   |      |     | Rio Preto EC            |
| 5  | TV | Brena Carolina Vianna de Oliveira | 28 tháng 10, 1996 |      |     | AD Centro Olímpico      |
| 6  | HV | Yasmim Assis Ribeiro              | 28 tháng 10, 1996 |      |     | São José EC             |
| 7  | TV | Katrine da Silva Costa            | 19 tháng 4, 1998  |      |     | SC Corinthians          |
| 8  | TV | Gabriela Nunes da Silva           | 10 tháng 3, 1997  |      |     | SC Corinthians          |
| 9  | TĐ | Adailma da Silva Santos           | 24 tháng 3, 1996  |      |     | Chapecoense             |
| 10 | TV | Laís dos Santos Araújo            | 16 tháng 3, 1996  |      |     | ASA College             |
| 11 | TĐ | Geyse da Silva Ferreira           | 27 tháng 3, 1998  |      |     | AD Centro Olímpico      |
| 12 | TM | Lorena da Silva Leite             | 6 tháng 5, 1997   |      |     | AD Centro Olímpico      |
| 13 | HV | Bruna Rafagnin Calderan           | 12 tháng 9, 1996  |      |     | EC Iranduba da Amazônia |
| 14 | HV | Beatriz Ferreira de Menezes       | 25 tháng 6, 1997  |      |     | AD Centro Olímpico      |
| 15 | TV | Nicoly Aprigio da Silva           | 14 tháng 4, 1997  |      |     | Ferroviária             |
| 16 | TV | Fernanda Palermo Licen            | 18 tháng 8, 1996  |      |     | CR Flamengo             |
| 17 | TĐ | Victória Albuquerque de Miranda   | 14 tháng 3, 1998  |      |     | Minas/ICESP             |
| 18 | TĐ | Kélen Bender                      | 21 tháng 2, 1996  |      |     | EC Iranduba da Amazônia |
| 19 | TĐ | Thamirys Lima da Silva            | 18 tháng 8, 1997  |      |     | Foz Cataratas FC        |
| 20 | TV | Luana Sartorio Menegardo          | 8 tháng 9, 1998   |      |     | Ferroviária             |
| 21 | TM | Stefane Pereira Rosa              | 12 tháng 5, 1999  |      |     | Team Chicago Brasil     |

### Thụy Điển
Huấn luyện viên: Calle Barrling
| Số | VT | Cầu thủ                 | Ngày sinh (tuổi)  | Trận | Bàn | Câu lạc bộ              |
| -- | -- | ----------------------- | ----------------- | ---- | --- | ----------------------- |
| 1  | TM | Emma Holmgren           | 13 tháng 5, 1997  | 18   | 0   | IK Sirius               |
| 2  | HV | Ronja Aronsson          | 20 tháng 12, 1997 | 22   | 0   | Piteå IF                |
| 3  | HV | Julia Ekholm            | 17 tháng 6, 1996  | 35   | 0   | Hammarby IF             |
| 4  | HV | Ellen Löfqvist          | 8 tháng 10, 1997  | 26   | 3   | Piteå IF                |
| 5  | HV | Lotta Ökvist            | 17 tháng 2, 1997  | 32   | 0   | Piteå IF                |
| 6  | TV | Michelle de Jongh       | 19 tháng 5, 1997  | 19   | 0   | KIF Örebro DFF          |
| 7  | TV | Anna Oskarsson          | 23 tháng 6, 1996  | 31   | 1   | Hammarby IF             |
| 8  | TĐ | Filippa Angeldal        | 14 tháng 7, 1997  | 31   | 6   | Hammarby IF             |
| 9  | TĐ | Stina Blackstenius      | 5 tháng 2, 1996   | 30   | 34  | Linköpings FC           |
| 10 | TĐ | Anna Anvegård           | 10 tháng 5, 1997  | 10   | 3   | Växjö DFF               |
| 11 | TV | Tove Almqvist           | 5 tháng 1, 1996   | 29   | 6   | Linköpings FC           |
| 12 | TM | Moa Öhman               | 25 tháng 6, 1998  | 5    | 0   | Piteå IF                |
| 13 | HV | Maja Göthberg           | 16 tháng 7, 1997  | 20   | 2   | Kopparbergs/Göteborg FC |
| 14 | HV | Josefine Rybrink        | 19 tháng 1, 1998  | 11   | 0   | Kungsbacka DFF          |
| 15 | HV | Amanda Persson          | 16 tháng 8, 1998  | 13   | 1   | Växjö DFF               |
| 16 | TV | Rebecka Blomqvist       | 24 tháng 7, 1997  | 17   | 3   | Kopparbergs/Göteborg FC |
| 17 | TV | Johanna Rytting Kaneryd | 12 tháng 2, 1997  | 8    | 0   | Djurgårdens IF          |
| 18 | TĐ | Loreta Kullashi         | 20 tháng 5, 1999  | 5    | 0   | AIK                     |
| 19 | TV | Olivia Welin            | 29 tháng 5, 1996  | 15   | 4   | IF Limhamn Bunkeflo     |
| 20 | TĐ | Nellie Lilja            | 28 tháng 2, 1999  | 4    | 2   | IF Limhamn Bunkeflo     |
| 21 | TM | Agnes Granberg          | 3 tháng 3, 1999   | 2    | 0   | Team TG FF              |

### Triều Tiên
Huấn luyện viên: Hwang Yong-bong

| Số | VT | Cầu thủ        | Ngày sinh (tuổi)            | Trận | Bàn | Câu lạc bộ    |
| -- | -- | -------------- | --------------------------- | ---- | --- | ------------- |
| 1  | TM | Kim Myong-sun  | 6 tháng 3, 1997 (19 tuổi)   |      |     | Sobaeksu      |
| 2  | TĐ | Sung Hyang-sim | 2 tháng 12, 1999 (16 tuổi)  |      |     | Bình Nhưỡng   |
| 3  | HV | U Sol-gyong    | 11 tháng 9, 1996 (20 tuổi)  |      |     | Sobaeksu      |
| 4  | HV | Chae Kyong-mi  | 17 tháng 11, 1997 (18 tuổi) |      |     | Bình Nhưỡng   |
| 5  | HV | Choe Sol-gyong | 14 tháng 9, 1996 (20 tuổi)  |      |     | Rimyongsu     |
| 6  | TĐ | Wi Jong-sim    | 13 tháng 10, 1997 (19 tuổi) |      |     | Kalmaegi      |
| 7  | TĐ | Ri Kyong-hyang | 10 tháng 6, 1996 (20 tuổi)  |      |     | 25 tháng 4    |
| 8  | TV | Choe Un-hwa    | 9 tháng 4, 1997 (19 tuổi)   |      |     | Ponghwasan    |
| 9  | TV | Ri Hyang-sim   | 23 tháng 3, 1996 (20 tuổi)  |      |     | Amrokgang     |
| 10 | TĐ | Ri Un-sim      | 20 tháng 5, 1996 (20 tuổi)  |      |     | 25 tháng 4    |
| 11 | TV | Kim Phyong-hwa | 28 tháng 11, 1996 (19 tuổi) |      |     | Hwangryongsan |
| 12 | HV | Jon So-yon     | 25 tháng 7, 1996 (20 tuổi)  |      |     | 25 tháng 4    |
| 13 | HV | Son Ok-ju      | 7 tháng 3, 2000 (16 tuổi)   |      |     | Ryomyong      |
| 14 | HV | Kim Jong-sim   | 6 tháng 9, 1997 (19 tuổi)   |      |     | Sobaeksu      |
| 15 | TV | An Song-ok     | 16 tháng 3, 1998 (18 tuổi)  |      |     | 25 tháng 4    |
| 16 | HV | Ri Un-yong     | 1 tháng 9, 1996 (20 tuổi)   |      |     | Sobaeksu      |
| 17 | TV | Kim Un-hwa     | 28 tháng 8, 1996 (20 tuổi)  |      |     | Wolmido       |
| 18 | TM | Rim Yong-hwa   | 20 tháng 1, 1996 (20 tuổi)  |      |     | Sobaeksu      |
| 19 | TV | Ju Hyo-sim     | 21 tháng 6, 1998 (18 tuổi)  |      |     | 25 tháng 4    |
| 20 | TĐ | Kim So-hyang   | 2 tháng 1, 1996 (20 tuổi)   |      |     | Sobaeksu      |
| 21 | TM | Ok Kum-ju      | 5 tháng 5, 1999 (17 tuổi)   |      |     | Naegohyang    |

## Bảng B

### Tây Ban Nha
Huấn luyện viên: Pedro López
| Số | VT | Cầu thủ                 | Ngày sinh (tuổi)  | Trận | Bàn | Câu lạc bộ          |
| -- | -- | ----------------------- | ----------------- | ---- | --- | ------------------- |
| 1  | TM | María Asunción Quiñones | 29 tháng 10, 1996 |      |     | Real Sociedad       |
| 2  | HV | Andrea Sierra           | 15 tháng 5, 1998  |      |     | Athletic Club "B"   |
| 3  | HV | Beatriz Beltrán         | 10 tháng 12, 1997 |      |     | Atlético de Madrid  |
| 4  | TV | Aitana Bonmatí          | 18 tháng 1, 1998  |      |     | FC Barcelona        |
| 5  | HV | Rocío Galvez            | 15 tháng 4, 1997  |      |     | Atlético de Madrid  |
| 6  | TV | Ainoa Campo             | 17 tháng 6, 1996  |      |     | Atlético de Madrid  |
| 7  | TĐ | Nahikari García         | 10 tháng 3, 1997  |      |     | Real Sociedad       |
| 8  | TĐ | Mariona Caldentey       | 19 tháng 3, 1996  |      |     | FC Barcelona        |
| 9  | TV | Lucía Gómez             | 11 tháng 6, 1996  |      |     | Levante UD          |
| 10 | TV | Andrea Falcón           | 28 tháng 2, 1997  |      |     | Atlético de Madrid  |
| 11 | HV | Carmen Menayo           | 14 tháng 4, 1998  |      |     | Atlético de Madrid  |
| 12 | TV | Patricia Guijarro       | 17 tháng 5, 1998  |      |     | FC Barcelona        |
| 13 | TM | Amaia Peña              | 22 tháng 11, 1998 |      |     | Pittsburgh Panthers |
| 14 | TV | Sandra Hernández        | 25 tháng 5, 1997  |      |     | FC Barcelona        |
| 15 | HV | Marta Cazalla           | 5 tháng 4, 1997   |      |     | Atlético de Madrid  |
| 16 | HV | María Bores             | 17 tháng 11, 1997 |      |     | Atlético de Madrid  |
| 17 | TV | Alba Redondo            | 27 tháng 8, 1996  |      |     | Fundación Albacete  |
| 18 | TĐ | Laura Domínguez         | 12 tháng 8, 1997  |      |     | Rayo Vallecano      |
| 19 | TV | Maite Oroz              | 25 tháng 3, 1998  |      |     | Athletic Club       |
| 20 | TĐ | Lucía García            | 14 tháng 7, 1998  |      |     | Athletic Club       |
| 21 | TM | María Sampalo           | 5 tháng 12, 1999  |      |     | Málaga CF           |

### Canada
Huấn luyện viên: Daniel Worthington
| Số | VT | Cầu thủ                               | Ngày sinh (tuổi)  | Trận | Bàn | Câu lạc bộ                             |
| -- | -- | ------------------------------------- | ----------------- | ---- | --- | -------------------------------------- |
| 1  | TM | Rylee Ann Foster                      | 13 tháng 8, 1998  |      |     | Đại học West Virginia                  |
| 2  | HV | Sura Yekka                            | 4 tháng 1, 1997   |      |     | Đại học Michigan                       |
| 3  | TV | Ashley Alison Moreira                 | 16 tháng 3, 1996  |      |     | Đại học Pittsburgh                     |
| 4  | TV | Sarah Catherine Taylor                | 12 tháng 6, 1996  |      |     | Đại học Bang Boise                     |
| 5  | HV | Hannah Marie Taylor                   | 7 tháng 6, 1999   |      |     | Eastside G98                           |
| 6  | TĐ | Deanne Rose                           | 3 tháng 3, 1999   |      |     | Scarborough GS United                  |
| 7  | TĐ | Marie Levasseur                       | 18 tháng 5, 1997  |      |     | Đại học Memphis                        |
| 8  | TV | Sarah Anne Stratigakis                | 7 tháng 3, 1999   |      |     | Aurora United SC                       |
| 9  | TĐ | Lauren Therese Raimondo               | 25 tháng 3, 1999  |      |     | Unionville Milliken SC                 |
| 10 | TĐ | Gabrielle Carle                       | 12 tháng 10, 1998 |      |     | Dynamo Quebec                          |
| 11 | TV | Anyssa Ibrahim                        | 8 tháng 2, 1999   |      |     | AS Varennes                            |
| 12 | HV | Victoria Serena Pickett               | 12 tháng 8, 1996  |      |     | Đại học Wisconsin                      |
| 13 | HV | Marike Saint-Pierre Mousset           | 12 tháng 1, 1997  |      |     | Đại học Bang Ohio                      |
| 14 | HV | Emma Rose Regan                       | 28 tháng 1, 2000  |      |     | Vancouver Whitecaps FC Girls Elite REX |
| 15 | HV | Bianca Rose St Georges                | 28 tháng 7, 1997  |      |     | Đại học West Virginia                  |
| 16 | TV | Sarah Feola                           | 10 tháng 2, 1998  |      |     | Đại học Louisville                     |
| 17 | TV | Vital Zina Kats                       | 18 tháng 11, 1999 |      |     | Scarborough GS United                  |
| 18 | TM | Lysianne Proulx                       | 17 tháng 4, 1999  |      |     | AS Varennes                            |
| 19 | TĐ | Alexandria Sydonai Lamontagne-Maycock | 27 tháng 7, 1996  |      |     | Đại học Syracuse                       |
| 20 | HV | Mika Richards                         | 4 tháng 4, 1997   |      |     | Đại học York                           |
| 21 | TM | Panagiota Koutoulas                   | 20 tháng 2, 1997  |      |     | Đại học Miami                          |

### Nhật Bản
Huấn luyện viên: Takakura Asako

| Số | VT | Cầu thủ          | Ngày sinh (tuổi)            | Trận | Bàn | Câu lạc bộ                       |
| -- | -- | ---------------- | --------------------------- | ---- | --- | -------------------------------- |
| 1  | TM | Hirao Chika      | 31 tháng 12, 1996 (19 tuổi) |      |     | Urawa Red Diamonds Ladies        |
| 2  | TV | Mizutani Yuki    | 11 tháng 4, 1996 (20 tuổi)  |      |     | Đại học Tsukuba                  |
| 3  | HV | Kitagawa Hikaru  | 10 tháng 5, 1997 (19 tuổi)  |      |     | Urawa Red Diamonds Ladies        |
| 4  | HV | Ichise Nana      | 4 tháng 8, 1997 (19 tuổi)   |      |     | Vegalta Sendai Ladies            |
| 5  | HV | Norimatsu Ruka   | 30 tháng 1, 1996 (20 tuổi)  |      |     | Urawa Red Diamonds Ladies        |
| 6  | TV | Sumida Rin       | 12 tháng 1, 1996 (20 tuổi)  |      |     | NTV Beleza                       |
| 7  | TV | Sugita Hina      | 31 tháng 1, 1997 (19 tuổi)  |      |     | INAC Kobe Leonessa               |
| 8  | TV | Hasegawa Yui     | 29 tháng 1, 1997 (19 tuổi)  |      |     | NTV Beleza                       |
| 9  | TV | Nishida Meika    | 16 tháng 11, 1997 (18 tuổi) |      |     | Cerezo Osaka Sakai Ladies        |
| 10 | TĐ | Momiki Yuka      | 2 tháng 4, 1996 (20 tuổi)   |      |     | NTV Beleza                       |
| 11 | TĐ | Kawano Juri      | 16 tháng 12, 1996 (19 tuổi) |      |     | Đại học Tsukuba                  |
| 12 | TM | Matsumoto Mamiko | 9 tháng 10, 1997 (19 tuổi)  |      |     | Urawa Red Diamonds Ladies        |
| 13 | HV | Haza Hisui       | 16 tháng 3, 1996 (20 tuổi)  |      |     | Đại học Khoa học Thể thao Nippon |
| 14 | TV | Miura Narumi     | 3 tháng 7, 1997 (19 tuổi)   |      |     | NTV Beleza                       |
| 15 | HV | Miyagawa Asato   | 24 tháng 2, 1998 (18 tuổi)  |      |     | NTV Beleza                       |
| 16 | HV | Moriya Miyabi    | 22 tháng 8, 1996 (20 tuổi)  |      |     | INAC Kobe Leonessa               |
| 17 | HV | Matsubara Shiho  | 7 tháng 7, 1997 (19 tuổi)   |      |     | Cerezo Osaka Sakai Ladies        |
| 18 | TĐ | Ueno Mami        | 27 tháng 9, 1996 (20 tuổi)  |      |     | Ehime F.C. Ladies                |
| 19 | HV | Shiokoshi Yuzuho | 1 tháng 11, 1997 (19 tuổi)  |      |     | Urawa Red Diamonds Ladies        |
| 20 | TV | Hayashi Honoka   | 19 tháng 5, 1998 (18 tuổi)  |      |     | Cerezo Osaka Sakai Ladies        |
| 21 | TM | Asano Natsumi    | 14 tháng 4, 1997 (19 tuổi)  |      |     | Chifure AS Elfen Saitama         |

### Nigeria
Huấn luyện viên: Peter Dedevbo
| Số | VT | Cầu thủ                | Ngày sinh (tuổi)  | Trận | Bàn | Câu lạc bộ         |
| -- | -- | ---------------------- | ----------------- | ---- | --- | ------------------ |
| 1  | TM | Sandra Nguyum Chiichii | 10 tháng 10, 1997 |      |     | Sunshine Queens FC |
| 2  | HV | Oluwakemi Famuditi     | 16 tháng 12, 1998 |      |     | Kogi Confluence FC |
| 3  | HV | Glory Ogbonna          | 25 tháng 12, 1998 |      |     | Ibom Angels FC     |
| 4  | TV | Ogechi Ukwuoma         | 25 tháng 12, 1996 |      |     | Delta Queens FC    |
| 5  | HV | Ugochi Emenayo         | 20 tháng 12, 1997 |      |     | Nasarawa Amazons   |
| 6  | HV | Esther Elijah          | 6 tháng 2, 1998   |      |     | Osun Babes FC      |
| 7  | TV | Yetunde Adeboyejo      | 25 tháng 5, 1996  |      |     | Bayelsa Queens FC  |
| 8  | TĐ | Rasheedat Ajibade      | 8 tháng 12, 1999  |      |     | FC Robo            |
| 9  | TĐ | Chinwendu Ihezuo       | 30 tháng 4, 1997  |      |     | BIIK Kazygurt      |
| 10 | TV | Chinaza Uchendu        | 3 tháng 12, 1997  |      |     | Nasarawa Amazons   |
| 11 | TV | Lilian Tule            | 8 tháng 12, 1998  |      |     | Bayelsa Queens FC  |
| 12 | TV | Joy Bokiri             | 29 tháng 12, 1998 |      |     | Bayelsa Queens FC  |
| 13 | HV | Mary Ologbosere        | 18 tháng 5, 1999  |      |     | Ibom Angels FC     |
| 14 | TV | Patience Kalu          | 15 tháng 7, 1996  |      |     | Rivers Angels FC   |
| 15 | TV | Tessy Biahwo           | 15 tháng 11, 1997 |      |     | Nasarawa Amazons   |
| 16 | TM | Christy Ohiaeriaku     | 13 tháng 12, 1996 |      |     | IFK Östersund      |
| 17 | TĐ | Aminat Yakubu          | 25 tháng 12, 1997 |      |     | FC Minsk           |
| 18 | TV | Ihuoma Onyebuchi       | 10 tháng 12, 1997 |      |     | Sunshine Queens FC |
| 19 | TĐ | Charity Reuben         | 25 tháng 12, 2000 |      |     | Ibom Angels FC     |
| 20 | TĐ | Adebisi Saheed         | 18 tháng 7, 2000  |      |     | FC Robo            |
| 21 | TM | Onyinyechukwu Okeke    | 17 tháng 8, 1998  |      |     | Edo Queens FC      |

## Bảng C

### Pháp
Huấn luyện viên: Gilles Eyquem
| Số | VT | Cầu thủ                | Ngày sinh (tuổi)  | Trận | Bàn | Câu lạc bộ             |
| -- | -- | ---------------------- | ----------------- | ---- | --- | ---------------------- |
| 1  | TM | Mylene Chavas          | 7 tháng 1, 1998   |      |     | AS Saint-Étienne       |
| 2  | HV | Marion Romanelli       | 24 tháng 7, 1996  |      |     | Montpellier HSC        |
| 3  | HV | Sakina Karchaoui       | 26 tháng 1, 1996  |      |     | Montpellier HSC        |
| 4  | HV | Hawa Cissoko           | 10 tháng 4, 1997  |      |     | Paris Saint-Germain    |
| 5  | HV | Pauline Dhaeyer        | 27 tháng 3, 1996  |      |     | ESOF La Roche-sur-Yon  |
| 6  | TV | Laura Condon           | 18 tháng 3, 1997  |      |     | ASPTT Albi             |
| 7  | TĐ | Delphine Cascarino     | 5 tháng 2, 1997   |      |     | Olympique Lyonnais     |
| 8  | TV | Onema Grace Geyoro     | 2 tháng 7, 1997   |      |     | Paris Saint-Germain    |
| 9  | TĐ | Marie-Charlotte Léger  | 13 tháng 3, 1996  |      |     | Montpellier HSC        |
| 10 | TĐ | Clara Mateo            | 28 tháng 11, 1997 |      |     | FCF Juvisy             |
| 11 | TĐ | Louise Fleury          | 8 tháng 8, 1997   |      |     | EA Guingamp            |
| 12 | HV | Heloise Mansuy         | 13 tháng 2, 1997  |      |     | FC Metz                |
| 13 | HV | Thea Greboval          | 5 tháng 4, 1997   |      |     | FCF Juvisy             |
| 14 | HV | Estelle Cascarino      | 5 tháng 2, 1997   |      |     | FCF Juvisy             |
| 15 | TV | Maelle Garbino         | 9 tháng 8, 1996   |      |     | AS Saint-Étienne       |
| 16 | TM | Cindy Perrault         | 26 tháng 1, 1996  |      |     | ASPTT Albi             |
| 17 | TV | Juliane Gathrat        | 24 tháng 8, 1996  |      |     | FC Metz                |
| 18 | TĐ | Valerie Gauvin         | 1 tháng 6, 1996   |      |     | Montpellier HSC        |
| 19 | TV | Cathy Gisele Couturier | 8 tháng 1, 1997   |      |     | Rodez Aveyron Football |
| 20 | TĐ | Anna Clerac            | 2 tháng 6, 1997   |      |     | ASJ Soyaux             |
| 21 | TM | Jade Lebastard         | 3 tháng 5, 1998   |      |     | EA Guingamp            |

### Hoa Kỳ
Huấn luyện viên: Michelle French

| Số | VT | Cầu thủ           | Ngày sinh (tuổi)            | Trận | Bàn | Câu lạc bộ                |
| -- | -- | ----------------- | --------------------------- | ---- | --- | ------------------------- |
| 1  | TM | Casey Murphy      | 25 tháng 4, 1996 (20 tuổi)  |      |     | Đại học Rutgers           |
| 2  | TV | Parker Roberts    | 30 tháng 7, 1997 (19 tuổi)  |      |     | Đại học Florida           |
| 3  | HV | Kaleigh Riehl     | 21 tháng 10, 1996 (20 tuổi) |      |     | Đại học Bang Pennsylvania |
| 4  | HV | Sabrina Flores    | 31 tháng 1, 1996 (20 tuổi)  |      |     | Đại học Notre Dame        |
| 5  | HV | Maddie Elliston   | 29 tháng 3, 1996 (20 tuổi)  |      |     | Đại học Bang Pennsylvania |
| 6  | HV | Taylor Otto       | 23 tháng 10, 1997 (19 tuổi) |      |     | Đại học North Carolina    |
| 7  | TV | Savannah DeMelo   | 26 tháng 3, 1998 (18 tuổi)  |      |     | Đại học Nam California    |
| 8  | TV | Courtney Petersen | 28 tháng 10, 1997 (19 tuổi) |      |     | Đại học Virginia          |
| 9  | TĐ | Mallory Pugh      | 29 tháng 4, 1998 (18 tuổi)  |      |     | UCLA                      |
| 10 | TV | Emily Ogle        | 5 tháng 8, 1996 (20 tuổi)   |      |     | Đại học Bang Pennsylvania |
| 11 | TĐ | Ally Watt         | 12 tháng 3, 1997 (19 tuổi)  |      |     | Đại học Texas A&M         |
| 12 | TM | Rose Chandler     | 24 tháng 9, 1996 (20 tuổi)  |      |     | Đại học Bang Pennsylvania |
| 13 | TV | Marley Canales    | 16 tháng 11, 1997 (18 tuổi) |      |     | UCLA                      |
| 14 | HV | Ellie Jean        | 31 tháng 1, 1997 (19 tuổi)  |      |     | Đại học Bang Pennsylvania |
| 15 | TĐ | Jessie Scarpa     | 17 tháng 5, 1996 (20 tuổi)  |      |     | Đại học North Carolina    |
| 16 | HV | Emily Fox         | 5 tháng 7, 1998 (18 tuổi)   |      |     | FC Virginia               |
| 17 | TV | Kelcie Hedge      | 19 tháng 9, 1997 (19 tuổi)  |      |     | Đại học Washington        |
| 18 | TV | Ashley Sanchez    | 16 tháng 3, 1999 (17 tuổi)  |      |     | So Cal Blues              |
| 19 | HV | Natalie Jacobs    | 16 tháng 8, 1997 (19 tuổi)  |      |     | Đại học Notre Dame        |
| 20 | TV | Katie Cousins     | 25 tháng 9, 1996 (20 tuổi)  |      |     | Đại học Tennessee         |
| 21 | TM | Brooke Heinsohn   | 11 tháng 3, 1998 (18 tuổi)  |      |     | Đại học Duke              |

### Ghana
Huấn luyện viên: Masud Dramani
| Số | VT | Cầu thủ              | Ngày sinh (tuổi)  | Trận | Bàn | Câu lạc bộ            |
| -- | -- | -------------------- | ----------------- | ---- | --- | --------------------- |
| 1  | TM | Azume Adams          | 28 tháng 12, 1997 |      |     | Ånge IF               |
| 2  | TV | Vida Opoku           | 15 tháng 12, 1997 |      |     | Lady Strikers         |
| 3  | TĐ | Jane Ayieyam         | 19 tháng 10, 1997 |      |     | Police Ladies         |
| 4  | HV | Kate Adu Agyemang    | 10 tháng 1, 1998  |      |     | Ash Town Ladies       |
| 5  | HV | Belinda Anane        | 14 tháng 6, 1998  |      |     | Fabulous Ladies FC    |
| 6  | TV | Patience Adjetey     | 19 tháng 7, 1996  |      |     | Inter Royal Ladies FC |
| 7  | TV | Ernestina Abambila   | 30 tháng 12, 1998 |      |     | unattached            |
| 8  | TV | Wasila Diwura-Soale  | 1 tháng 9, 1996   |      |     | Hasaacas Ladies FC    |
| 9  | TĐ | Sandra Owusu-Ansah   | 29 tháng 1, 2000  |      |     | Supreme Ladies        |
| 10 | TV | Princella Adubea     | 27 tháng 12, 1998 |      |     | Ampem Darko Ladies    |
| 11 | TV | Rita Darko           | 25 tháng 2, 1996  |      |     | GT Mawena Ladies      |
| 12 | TV | Vinoria Kuzagbe      | 29 tháng 4, 1997  |      |     | Ideal Ladies          |
| 13 | TV | Samira Abdul-Rahman  | 28 tháng 11, 1997 |      |     | Lepo Stars Ladies FC  |
| 14 | TV | Lily Niber-Lawrence  | 23 tháng 6, 1997  |      |     | Hasaacas Ladies FC    |
| 15 | TV | Faustina Ampah       | 30 tháng 11, 1996 |      |     | Blessed Ladies        |
| 16 | TM | Victoria Antwi Agyei | 15 tháng 5, 1996  |      |     | ŽFK Obilić            |
| 17 | TĐ | Veronica Appiah      | 28 tháng 6, 1997  |      |     | Hasaacas Ladies FC    |
| 18 | TV | Rasheda Abdul-Rahman | 28 tháng 11, 1996 |      |     | Lepo Stars Ladies FC  |
| 19 | TV | Sandra Boakye        | 20 tháng 9, 1997  |      |     | Fabulous Ladies FC    |
| 20 | TV | Fatima Alhassan      | 13 tháng 8, 1996  |      |     | ŽFK Obilić            |
| 21 | TM | Rose Teye Baah       | 15 tháng 8, 1999  |      |     | Samaria Ladies        |

### New Zealand
Huấn luyện viên: Leon Birnie

| Số | VT | Cầu thủ              | Ngày sinh (tuổi)            | Trận | Bàn | Câu lạc bộ                  |
| -- | -- | -------------------- | --------------------------- | ---- | --- | --------------------------- |
| 1  | TM | Tessa Nicol          | 26 tháng 1, 1996 (20 tuổi)  |      |     | Lynn-Avon United            |
| 2  | HV | Sarah Morton         | 28 tháng 8, 1998 (18 tuổi)  |      |     | Maycenvale United           |
| 3  | HV | Sophie Stewart-Hobbs | 9 tháng 5, 1998 (18 tuổi)   |      |     | Papamoa FC                  |
| 4  | HV | Elizabeth Anton      | 12 tháng 12, 1998 (17 tuổi) |      |     | Lynn-Avon United            |
| 5  | HV | Samantha Murrell     | 16 tháng 7, 1997 (19 tuổi)  |      |     | Norwest United AFC          |
| 6  | HV | Meikayla Moore       | 4 tháng 6, 1996 (20 tuổi)   |      |     | Coastal Spirit FC           |
| 7  | TV | Isabella Coombes     | 5 tháng 11, 1997 (19 tuổi)  |      |     | Claudelands Rovers          |
| 8  | TĐ | Jasmine Pereira      | 20 tháng 7, 1996 (20 tuổi)  |      |     | Three Kings United          |
| 9  | TĐ | Martine Puketapu     | 16 tháng 9, 1997 (19 tuổi)  |      |     | Three Kings United          |
| 10 | TV | Daisy Cleverley      | 30 tháng 4, 1997 (19 tuổi)  |      |     | Forrest Hill Milford        |
| 11 | TĐ | Emma Rolston         | 10 tháng 11, 1996 (19 tuổi) |      |     | Forrest Hill Milford        |
| 12 | TV | Malia Steinmetz      | 18 tháng 1, 1999 (17 tuổi)  |      |     | Forrest Hill Milford        |
| 13 | TĐ | Paige Satchell       | 13 tháng 4, 1998 (18 tuổi)  |      |     | Rotorua United              |
| 14 | TV | Jade Parris          | 26 tháng 9, 1997 (19 tuổi)  |      |     | Metro FC                    |
| 15 | TĐ | Hannah Blake         | 5 tháng 5, 2000 (16 tuổi)   |      |     | Three Kings United          |
| 16 | TĐ | Tayla Christensen    | 31 tháng 8, 1997 (19 tuổi)  |      |     | Claudelands Rovers          |
| 17 | HV | Eileish Hayes        | 2 tháng 6, 1996 (20 tuổi)   |      |     | Claudelands Rovers FC       |
| 18 | TV | Grace Jale           | 10 tháng 4, 1999 (17 tuổi)  |      |     | Eastern Suburbs             |
| 19 | TĐ | Jacqui Hand          | 19 tháng 2, 1999 (17 tuổi)  |      |     | Eastern Suburbs             |
| 20 | TM | Emily Couchman       | 13 tháng 7, 1998 (18 tuổi)  |      |     | Forrest Hill Milford United |
| 21 | TM | Nadia Olla           | 7 tháng 2, 2000 (16 tuổi)   |      |     | Norwest United              |

## Bảng D

### Đức
Huấn luyện viên: Maren Meinert
| Số | VT | Cầu thủ           | Ngày sinh (tuổi)  | Trận | Bàn | Câu lạc bộ                |
| -- | -- | ----------------- | ----------------- | ---- | --- | ------------------------- |
| 1  | TM | Carina Schlüter   | 8 tháng 11, 1996  | 3    | 0   | SC Sand                   |
| 14 | TĐ | Melanie Ott       | 13 tháng 4, 1997  | 0    | 0   | FSV Gütersloh 2009        |
| 4  | HV | Joelle Wedemeyer  | 12 tháng 8, 1996  | 6    | 0   | VfL Wolfsburg             |
| 7  | TV | Jasmin Sehan      | 16 tháng 6, 1997  | 4    | 0   | VfL Wolfsburg             |
| 8  | TV | Jenny Gaugigl     | 22 tháng 8, 1996  | 9    | 0   | SC Sand                   |
| 15 | TV | Dina Orschmann    | 8 tháng 1, 1998   | 1    | 0   | 1. FC Union Berlin        |
| 18 | TĐ | Stefanie Sanders  | 12 tháng 6, 1998  | 4    | 0   | SV Werder Bremen          |
| 10 | TV | Madeline Gier     | 28 tháng 4, 1996  | 3    | 1   | Borussia Mönchengladbach  |
| 6  | TV | Rieke Dieckmann   | 16 tháng 8, 1996  | 15   | 1   | Bayer 04 Leverkusen       |
| 21 | TM | Vanessa Fischer   | 18 tháng 4, 1998  | 0    | 0   | 1. FFC Turbine Potsdam    |
| 16 | HV | Jana Feldkamp     | 15 tháng 3, 1998  | 1    | 0   | SGS Essen                 |
| 2  | HV | Anna Gerhardt     | 17 tháng 4, 1998  | 1    | 0   | FC Bayern München         |
| 11 | TĐ | Dörthe Hoppius    | 22 tháng 5, 1996  | 0    | 0   | Đại học Bang San Jose     |
| 19 | TV | Saskia Matheis    | 6 tháng 6, 1997   | 5    | 0   | 1. FFC Frankfurt          |
| 9  | TĐ | Lea Schüller      | 12 tháng 11, 1997 | 3    | 1   | SGS Essen                 |
| 17 | HV | Pia-Sophie Wolter | 13 tháng 11, 1997 | 4    | 0   | SV Werder Bremen          |
| 12 | TM | Lena Pauels       | 2 tháng 2, 1998   | 3    | 0   | SV Werder Bremen          |
| 5  | HV | Rebecca Knaak     | 23 tháng 6, 1996  | 12   | 2   | Bayer 04 Leverkusen       |
| 20 | TV | Laura Freigang    | 1 tháng 2, 1998   | 5    | 1   | Đại học Bang Pennsylvania |
| 3  | HV | Lina Hausicke     | 30 tháng 12, 1997 | 1    | 0   | FF USV Jena               |
| 13 | HV | Isabella Hartig   | 12 tháng 8, 1997  | 5    | 0   | TSG 1899 Hoffenheim       |

### Venezuela
Huấn luyện viên: José Catoya
| Số | VT | Cầu thủ            | Ngày sinh (tuổi)            | Trận | Bàn | Câu lạc bộ                          |
| -- | -- | ------------------ | --------------------------- | ---- | --- | ----------------------------------- |
| 1  | TM | Oriana Palacios    | 28 tháng 11, 1997 (18 tuổi) |      |     | Universidad Central de Venezuela FC |
| 2  | HV | Rafanny Mendoza    | 5 tháng 11, 1996 (20 tuổi)  |      |     | Sulmona FC                          |
| 3  | HV | Alexyar Cañas      | 5 tháng 12, 1996 (19 tuổi)  |      |     | CD Lara                             |
| 4  | HV | Neily Carrasquel   | 26 tháng 7, 1997 (19 tuổi)  |      |     | Deportivo La Guaira                 |
| 5  | TV | Yénifer Giménez    | 3 tháng 5, 1996 (20 tuổi)   |      |     | CD Lara                             |
| 6  | HV | Michelle Romero    | 12 tháng 6, 1997 (19 tuổi)  |      |     | CD Lara                             |
| 7  | TĐ | Yosneidy Zambrano  | 16 tháng 5, 1997 (19 tuổi)  |      |     | CD Lara                             |
| 8  | TV | Tahicelis Marcano  | 12 tháng 4, 1997 (19 tuổi)  |      |     | Deportivo Anzoátegui SC             |
| 9  | TĐ | Idalys Pérez       | 20 tháng 7, 1996 (20 tuổi)  |      |     | Atlético Nirgua                     |
| 10 | TV | Lourdes Moreno     | 25 tháng 1, 1997 (19 tuổi)  |      |     | CD Lara                             |
| 11 | TĐ | Gabriela García    | 2 tháng 4, 1997 (19 tuổi)   |      |     | Estudiantes de Guárico FC           |
| 12 | TM | Franyely Rodríguez | 21 tháng 9, 1997 (19 tuổi)  |      |     | Carabobo FC                         |
| 13 | TM | Nayluisa Cáceres   | 18 tháng 11, 1999 (16 tuổi) |      |     | Zamora FC                           |
| 14 | TV | Hilaris Villasana  | 9 tháng 7, 1998 (18 tuổi)   |      |     | Deportivo Anzoátegui SC             |
| 15 | HV | Gerardine Olivo    | 20 tháng 8, 1998 (18 tuổi)  |      |     | FUCEVA                              |
| 16 | TĐ | Vimarest Díaz      | 16 tháng 11, 1996 (19 tuổi) |      |     | Universidad Central de Venezuela FC |
| 17 | TV | Yorgelis Pineda    | 30 tháng 1, 1997 (19 tuổi)  |      |     | FC Independiente La Fría            |
| 18 | TĐ | Mariana Speckmaier | 26 tháng 12, 1997 (18 tuổi) |      |     | Clemson University                  |
| 19 | TĐ | Yailyn Medina      | 27 tháng 1, 1998 (18 tuổi)  |      |     | FC Independiente La Fría            |
| 20 | TV | Daniuska Rodríguez | 4 tháng 1, 1999 (17 tuổi)   |      |     | AFF San Diego                       |
| 21 | TV | Tonny Pereira      | 21 tháng 7, 1997 (19 tuổi)  |      |     | Universidad Central de Venezuela FC |

### México
Huấn luyện viên: Roberto Medina

| Số | VT | Cầu thủ             | Ngày sinh (tuổi)           | Trận | Bàn | Câu lạc bộ                         |
| -- | -- | ------------------- | -------------------------- | ---- | --- | ---------------------------------- |
| 1  | TM | Emily Alvarado      | 9 tháng 6, 1998 (18 tuổi)  |      |     | Texas Rush                         |
| 2  | HV | Jaqueline Rodríguez | 7 tháng 9, 1996 (20 tuổi)  |      |     | UDLA Puebla                        |
| 3  | TV | Vanessa Flores      | 26 tháng 5, 1997 (19 tuổi) |      |     | Albion Hurricanes FC               |
| 4  | HV | Rebeca Bernal       | 31 tháng 8, 1997 (19 tuổi) |      |     | ITESM Monterrey                    |
| 5  | HV | Mónica Flores       | 31 tháng 1, 1996 (20 tuổi) |      |     | Đại học Notre Dame                 |
| 6  | TV | Nancy Antonio       | 20 tháng 8, 1999 (17 tuổi) |      |     | Universidad Anahuac Campus Sur     |
| 7  | HV | Liliana Rodríguez   | 27 tháng 2, 1996 (20 tuổi) |      |     | Lioness FC                         |
| 8  | TV | Teresa González     | 5 tháng 12, 1996 (19 tuổi) |      |     | Universidad de Monterrey           |
| 9  | TĐ | Kiana Palacios      | 1 tháng 10, 1996 (20 tuổi) |      |     | UC Irvine                          |
| 10 | TV | Eva González        | 30 tháng 4, 1997 (19 tuổi) |      |     | Đại học Seton Hall                 |
| 11 | TV | Maria Sánchez       | 20 tháng 2, 1996 (20 tuổi) |      |     | Đại học Bang Idaho                 |
| 12 | TM | Esthefanny Barreras | 2 tháng 11, 1996 (20 tuổi) |      |     | Eastern Florida State College      |
| 13 | HV | Annia Mejía         | 12 tháng 3, 1996 (20 tuổi) |      |     | UC Berkeley                        |
| 14 | HV | Paulina Solís       | 13 tháng 3, 1996 (20 tuổi) |      |     | Centro de Formación de Guadalajara |
| 15 | TV | Natalia Villareal   | 19 tháng 3, 1998 (18 tuổi) |      |     | Universidad de Monterrey           |
| 16 | HV | Miriam García       | 14 tháng 2, 1998 (18 tuổi) |      |     | Centro de Formación Guadalajara    |
| 17 | TĐ | Jacqueline Crowther | 10 tháng 8, 1997 (19 tuổi) |      |     | Đại học Baylor                     |
| 18 | TV | Belén Cruz          | 7 tháng 11, 1998 (18 tuổi) |      |     | Tigres de Acapulco                 |
| 19 | TĐ | Blanca Solís        | 30 tháng 4, 1996 (20 tuổi) |      |     | Guerreras de Chiapas               |
| 20 | TĐ | Katty Martínez      | 14 tháng 3, 1998 (18 tuổi) |      |     | Universidad de Monterrey           |
| 21 | TM | Angeles Martínez    | 18 tháng 2, 1996 (20 tuổi) |      |     | Tigres UANL                        |

### Hàn Quốc
Huấn luyện viên: Jong Song-chon

| Số | VT | Cầu thủ        | Ngày sinh (tuổi)            | Trận | Bàn | Câu lạc bộ                              |
| -- | -- | -------------- | --------------------------- | ---- | --- | --------------------------------------- |
| 1  | TM | Kim Min-jung   | 12 tháng 9, 1996 (20 tuổi)  |      |     | Đại học Daeduk                          |
| 2  | HV | Choi Su-jung   | 28 tháng 1, 1997 (19 tuổi)  |      |     | Đại học Ulsan                           |
| 3  | HV | Kim Hye-in     | 7 tháng 2, 1997 (19 tuổi)   |      |     | Đại học Uiduk                           |
| 4  | HV | Lee Hyo-kyeong | 12 tháng 2, 1997 (19 tuổi)  |      |     | Đại học Hokuriku                        |
| 5  | HV | Hong Hye-ji    | 25 tháng 8, 1996 (20 tuổi)  | 9    | 0   | Đại học Korea                           |
| 6  | HV | Meang Da-hee   | 8 tháng 4, 1997 (19 tuổi)   |      |     | Đại học Ulsan                           |
| 7  | TĐ | Namgung Ye-ji  | 17 tháng 4, 1996 (20 tuổi)  | 4    | 3   | Đại học Korea                           |
| 8  | TV | Park Ye-eun    | 17 tháng 10, 1996 (20 tuổi) | 7    | 0   | Đại học Korea                           |
| 9  | TĐ | Choi Hee-jeong | 8 tháng 3, 1996 (20 tuổi)   |      |     | Đại học Quốc gia Gangwon                |
| 10 | TĐ | Jang Chang     | 21 tháng 6, 1996 (20 tuổi)  |      |     | Đại học Korea                           |
| 11 | TV | Sim Seo-hui    | 17 tháng 12, 1998 (17 tuổi) |      |     | Trung học Công nghiệp thông tin Dongsan |
| 12 | TV | Song Ji-yoon   | 16 tháng 6, 1997 (19 tuổi)  |      |     | Đại học Korea                           |
| 13 | TV | Han Chae-rin   | 2 tháng 9, 1996 (20 tuổi)   |      |     | Đại học Uiduk                           |
| 14 | TĐ | Kim So-eun     | 20 tháng 9, 1998 (18 tuổi)  |      |     | Trung học Nữ sinh Chungju Yesung        |
| 15 | TĐ | Kim Seong-mi   | 2 tháng 4, 1997 (19 tuổi)   |      |     | Đại học Ulsan                           |
| 16 | TV | Ko Yoo-jin     | 24 tháng 1, 1997 (19 tuổi)  |      |     | Đại học Korea                           |
| 17 | HV | Yoon Sun-young | 1 tháng 9, 1997 (19 tuổi)   |      |     | Sejong FMC                              |
| 18 | TM | Kim Do-hyun    | 19 tháng 6, 1997 (19 tuổi)  |      |     | Đại học Ulsan                           |
| 19 | TV | Kim So-hee     | 17 tháng 11, 1997 (18 tuổi) |      |     | Sejong FMC                              |
| 20 | HV | Lee A-in       | 9 tháng 4, 1996 (20 tuổi)   |      |     | Đại học Korea                           |
| 21 | TM | Kwon Hae-in    | 9 tháng 11, 1998 (17 tuổi)  |      |     | Trung học Nữ sinh Chungju Yesung        |